# Гельмут Дільтей
Гельмут Дільтей (нім. Helmut Dilthey; 9 лютого 1894, Менхенгладбах, Німецька імперія — 9 липня 1918, Лілль, Франція) — німецький льотчик-ас, лейтенант Прусської армії.

## Біографія
Учасник Першої світової війни. В листопаді 1914 року розпочав службу в авіації. З 18 травня 1915 року літав у складі 50-го льотного дивізіону, де був проведений в офіцери. В березні 1917 року закінчив курс винищувальної школи. 19 травня 1917 року був направлений в 27-му винищувальну ескадрилью. Пізніше був переведений у 40-ву винищувальну ескадрилью. Загинув 9 липня 1918 року у бою над Ліллем. Похований на німецькій ділянці міського цвинтаря у Ламберсарі.
Всього за час бойових дій здобув 7 перемог.

## Нагороди
- Нагрудний знак військового пілота (Пруссія)
- Залізний хрест
  - 2-го класу (18 червня 1915)
  - 1-го класу (1 жовтня 1916)